# Beatmania IIDX 2nd Style
Beatmania IIDX 2nd Style은 1999년 9월 30일에 발매된 Beatmania IIDX의 3번째 작품이다. 이 작품에서 처음으로 배틀모드와 더블 모드 (14키 모드), 고배속 세팅이 소개되었다.